# Daniel Lavallée
Pour les articles homonymes, voir Lavallée.
Ne doit pas être confondu avec Danièle Lavallée.
Daniel Lavallée (né le 19 septembre 1925 à Paris 10e - mort le 16 septembre 1989 à Bois-Guillaume) est un professeur d'allemand, protecteur des maisons en pans de bois de la ville de Rouen.

## Biographie
Né en 1925 à Paris, il devient professeur d'allemand et arrive en 1945 à Rouen pour enseigner au lycée Fontenelle.
Intéressé par les maisons en pans de bois de la ville de Rouen, alors que la tendance était à leur disparition, il est à l'origine du classement et de l'inscription de nombre d'entre elles.
Il est membre de la commission départementale des antiquités de la Seine-Inférieure en 1953.
Il a été admis à l'Académie de Rouen le 13 février 1960. Il est membre des Amis des Monuments Rouennais dont il deviendra secrétaire de séance en 1949 puis vice-président de 1954 jusqu'à la fin de sa vie.
Sauveur du patrimoine mobilier rural, il a été le créateur du musée départemental de Martainville.
Dans les années 1967-1968, il joue un rôle actif dans l'élaboration du Plan de sauvetage du Secteur sauvegardé.
Le 2 février 1981, Jean Lecanuet lui remet les insignes de chevalier de la Légion d'honneur.
Il décède le 16 septembre 1989 à Rouen et est inhumé au cimetière de Martainville.
En hommage à son action de sauvegarde du patrimoine bâti en colombage dans Rouen, une rue du quartier Croix de Pierre est nommée « allée Daniel-Lavallée ».

## Distinctions
- Chevalier de la Légion d'honneur (1981).

## Ouvrages
- « Saint-Pierre-du-Châtel », Bulletin des Amis des monuments rouennais,‎ 1946-1950.